# Parafia św. Mikołaja w Wielkim Łęcku
Parafia Świętego Mikołaja w Wielkim Łęcku – parafia rzymskokatolicka, znajdująca się w diecezji toruńskiej, w dekanacie Lidzbark Welski.
Pierwszy kościół w Wielkim Łęcku został zbudowany jeszcze w czasach krzyżackich. W czasie reformacji dziedzic Wielkiego Łęcka przeszedł na protestantyzm i kościół został przekazany ewangelikom. Katolicy odzyskali świątynię w XVII w., zorganizowali oni najazd i siłą odebrali świątynię gminie kalwińskiej. W 1904 r. dobra w Wielkim Łęcku zostały przejęte przez rząd pruski, który objął patronat nad kościołem. W tym samym roku oceniono, że dotychczas istniejący drewniany kościół grozi zawaleniem, został on zburzony, a na jego miejsce po pertraktacjach z rządem postawiono nową świątynię. Budowa trwała w latach 1914-1918, kościół stoi do dziś. Neobarokowy budynek został zbudowany z cegły, na kamiennej podmurówce i otynkowany. W roku 1925 zakupiono nowy dzwon, poprzedni zrabowały wojska niemieckie w roku 1917. Organy, z oprawą neoklasyczna, zbudował Zygmunt Pietrzak w roku 1957. W wyposażeniu kościoła, mimo strat wojennych są przedmioty, które pochodzą jeszcze z poprzedniej świątyni. Są to barokowe rzeźby aniołów w ołtarzu głównym z XVIII, gotycka granitowa kropielnica z XV w. oraz późnobarokowa monstrancja z XVIII.
Od 30 września do 8 października 2000 r. parafia przeżywała Misje Ewangelizacyjne.
Na obszarze parafii leżą miejscowości: Wielki Łęck, Mały Łęck.  
Do parafii należy Cmentarz Parafialny, który znajduje się przy drodze w kierunku Lidzbarka. Wszystkie groby zostały zinwentaryzowane i można przez  stronę internetową odnaleźć zmarłego i grób, a także jest interaktywna mapa cmentarza.  